# DW Stadium
DW Stadium – stadion sportowy, położony w mieście Wigan, w Wielkiej Brytanii. Oddany został do użytku w 1999 roku. Od tego czasu swoje mecze na tym obiekcie rozgrywa zespół Championship Wigan Athletic F.C. Jego pojemność wynosi 25 138 miejsc. Rekordową frekwencję, wynoszącą 25 023 osób, odnotowano w 2006 roku podczas meczu ligowego pomiędzy Wigan a Liverpoolem.